# Ministère de la Justice de la fédération de Russie
Pour les autres articles nationaux ou selon les autres juridictions, voir Ministère de la Justice.
Le ministère de la Justice (en russe : Министерство юстиции Российской Федерации) est un ministère fédéral de Russie, fondé le 23 décembre 1991, qui s'occupe de la politique gouvernementale et de l'administration en cours en matière de justice. Il est chargé également de la coordination des différents organes fédéraux dans cette sphère. Son siège est à Moscou au 14 rue Jitnaïa. 
Son ministre actuel est M. Constantin Tchouïtchenko. Son budget annuel en 2016 est de 4,9 milliards de roubles.

## Ministres de la Justice de la fédération de Russie
| Nom                          | Début            | Fin             |
| Nikolaï Fiodorov             | 25 décembre 1991 | 24 mars 1993    |
| Iouri Khamzatovitch Kalmykov | 13 avril 1993    | 7 décembre 1994 |
| Valentin Kovaliov            | 5 janvier 1995   | 2 juillet 1997  |
| Sergueï Stepachine           | 2 juillet 1997   | 29 mars 1998    |
| Pavel Kracheninnikov         | 30 avril 1998    | 17 août 1999    |
| Iouri Tchaïka                | 17 août 1999     | 23 juin 2006    |
| Vladimir Oustinov            | 23 juin 2006     | 12 mai 2008     |
| Alexandre Konovalov          | 12 mai 2008      | 21 janvier 2020 |
| Constantin Tchouïtchenko     | 21 janvier 2020  | en cours        |